# Treales, Roseacre and Wharles
Treales, Roseacre and Wharles is een civil parish in het bestuurlijke gebied Fylde, in het Engelse graafschap Lancashire met 492 inwoners.